# Alojzy Błażyński
Alojzy Władysław Błażeński (Błażyński) (ur. 30 sierpnia 1898 w Dąbrówce, zm. 3 września 1934 w Bydgoszczy) – kapitan pilot Wojska Polskiego, kawaler Orderu Virtuti Militari.

## Życiorys
Urodził się w rodzinie Franciszka i Bronisławy z Diewelskich. Ukończył w Bydgoszczy Seminarium nauczycielskie, a następnie w fabryce odbywał przez rok praktykę. 22 listopada 1915 otrzymał powołanie do wojska niemieckiego. W Grudziądzu odbył krótkie przeszkolenie w ośrodku lotniczym, a w marcu 1916 wyjechał na front zachodni. Na froncie walczył w składzie 222 eskadry lotniczej, a później został przeniesiony do 22 eskadry myśliwskiej służąc w niej do 1 stycznia 1917, a następnie odkomenderowany do Bydgoszczy, gdzie w stacjonującej tam eskadrze lotniczej wykonywał obowiązki mechanika. Od stycznia 1917 był w Altenburgu w szkole budowy maszyn. Był wysłany w lipcu 1918 do eskadry bombardującej, w której pełnił obowiązki mechanika pokładowego. 6 lutego 1919 został zwolniony z wojska. W kwietniu tego roku wcielono go ponownie do eskadry lotniczej w Bydgoszczy. 9 czerwca 1919 udało mu się zmylić czujność wartowników i z Bydgoszczy uciekł samolotem niemieckim, którym wylądował na Ławicy k. Poznania.
11 czerwca 1919 wstąpił do Wojska Polskiego. Został przeszkolony oraz ukończył szkolenie pilotów i został 25 maja 1920 przydzielony do 12 eskadry wywiadowczej, która walczyła na froncie bolszewickim. 11 sierpnia 1920 skutecznie bombardował nieprzyjaciela rozbijając jego tabory, a w dniu następnym uniemożliwił przeprawę kawalerii bolszewickiej przez Bug, czynem tym zmusił ją do wycofania się za rzekę. Jego brawurowe ataki przyniosły nieprzyjacielowi ciężkie straty. 13 sierpnia 1920 został pod Działdowem zestrzelony i wzięty do niewoli, ale po tygodniu zbiegł wraz z obserwatorem. Za czyny te został odznaczony Krzyżem Srebrnym Orderu Virtuti Militari i Krzyżem Walecznych.
W październiku 1920 w stopniu kaprala otrzymał prawo noszenia odznaki pilota. 26 października 1920 otrzymał awans na stopień podporucznika i przydział do 3 pułku lotniczego. W 1923 otrzymał awans na stopień porucznika ze starszeństwem z dniem 1 stycznia 1923. Od tego samego roku instruktor i wykładowca w Szkole Mechaników Lotniczych w Bydgoszczy. W 1928 przeniesiony na dwa lata do 6 pułku lotniczego, w którym dowodził 61 eskadrą liniową. Następnie został przydzielony do Oddziału Służby Lotnictwa. Za loty nad nieprzyjacielem w czasie wojny 1918–1920 otrzymał Polową Odznakę Pilota nr 59. W 1928 został przeniesiony do kadry oficerów lotnictwa ze starszeństwem z dniem 1 grudnia 1923. Od 1930 wykładowca i dowódca plutonu podchorążych w Centrum Wyszkolenia Lotnictwa nr 2 w Bydgoszczy ze starszeństwem z dniem 1 stycznia 1931. W tym samym roku otrzymał awans na stopień kapitana. 3 września 1934 w Bydgoszczy odebrał sobie życie.
Z małżeństwa z Michaliną Błażeńską pozostawił syna Zbigniewa (ur. 1923).

## Ordery i odznaczenia
- Krzyż Srebrny Orderu Wojskowego Virtuti Militari nr 4926[1] – 8 kwietnia 1921[18][19]
- Krzyż Walecznych[1]
- Medal Pamiątkowy za Wojnę 1918–1921[20]
- Medal Dziesięciolecia Odzyskanej Niepodległości[20]
- Polowa Odznaka Pilota nr 59[1]